# Lagerschild

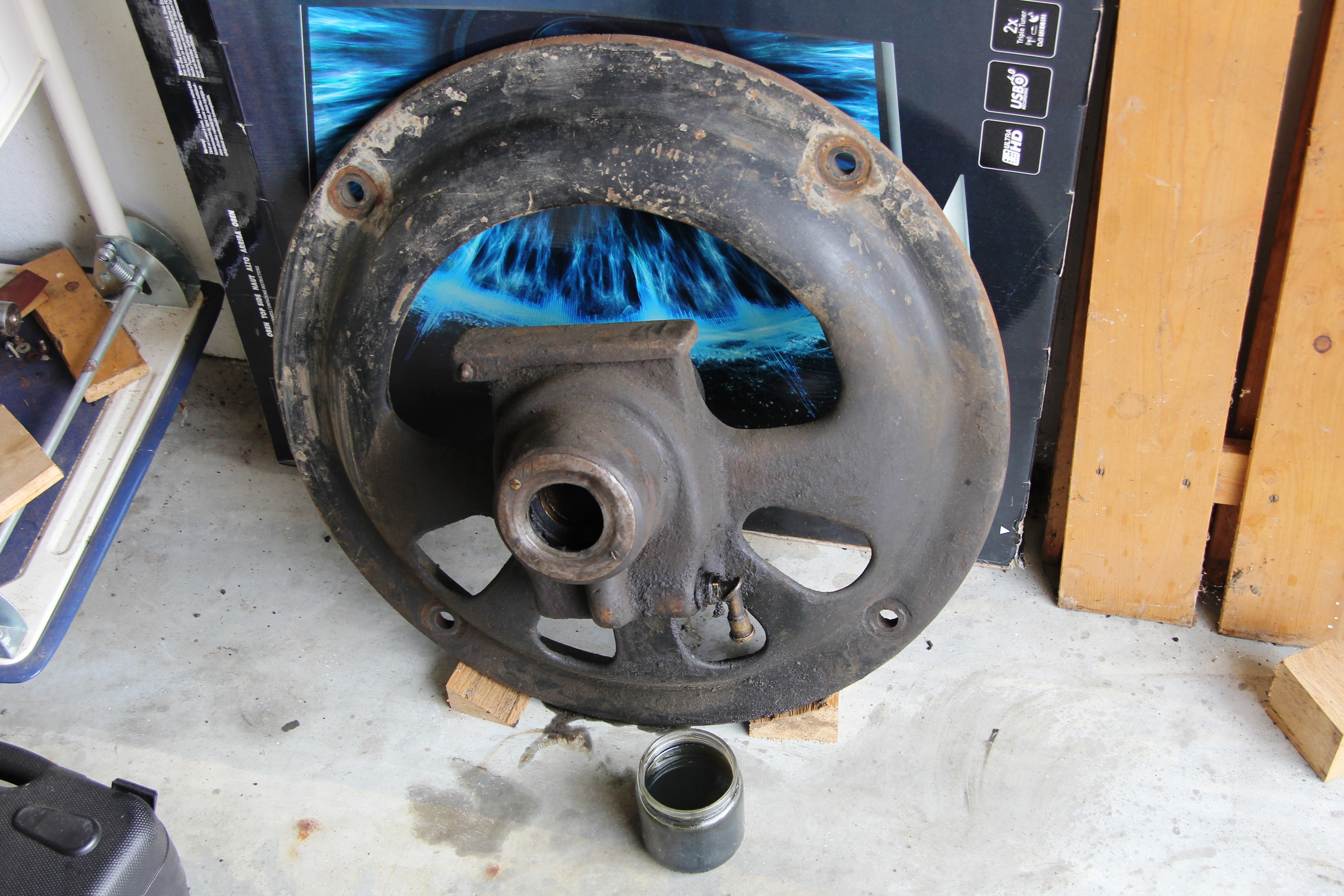
Historisches Lagerschild mit Gleitlager (50 mm Wellendurchmesser). Der Gesamtdurchmesser beträgt 60 cm.

Lagerschilde sind (meist bei Elektromaschinen) die hinteren und vorderen Deckel des Maschinengehäuses, die das Maschineninnere gegen Berührung schützen und die Lager der Wellenenden des Ankers aufnehmen. Sie sind sehr genau in das Stator-Gehäuse eingepasst, um einen möglichst gleichmäßigen Luftspalt zwischen Stator und Anker zu gewährleisten. Beim Ausbau der Lagerschilde wegen Reparaturen oder Wartungsarbeiten muss deshalb die Einbaulage gekennzeichnet werden, um sie beim Zusammenbau wieder in genau der gleichen Lage zu montieren. 
Der A-Lagerschild bezeichnet die Abtriebsseite und trägt in der Regel ein Festlager, der B-Lagerschild ist die Lüfterseite, und die Lagerung erfolgt über einen Schiebesitz, um Wärmedehnungen des Ankers ausgleichen zu können.